# 42665 Kristinblock
42665 Kristinblock este o planetă minoră (asteroid) din centura de asteroizi. A fost descoperită pe 19 aprilie 1998 la Observatorul Național Kitt Peak de Spacewatch. 
Obiectul prezintă o orbită caracterizată de o semiaxă mare de 2,4023081673901 UAi, o excentricitate de 0,13390384217895, o înclinație de 6,9242450605714 ° în raport cu ecliptica.